# Tour de Catalogne 1952
Le Tour de Catalogne 1952 est la 32e édition du Tour de Catalogne, une course cycliste par étapes en Espagne. L’épreuve se déroule sur 10 étapes entre le 7 et le 14 septembre 1952, sur un total de 1 390 km. Le vainqueur final est l’Espagnol Miguel Poblet, devant l'Italien Adolfo Grosso et l'Espagnol José Serra Gil.

## Étapes
| Étape | Date         | Parcours                          | km    | Vainqueur d’étape        | Leader du classement général |
| ----- | ------------ | --------------------------------- | ----- | ------------------------ | ---------------------------- |
| 1e    | 7 septembre  | Montjuïc - Montjuïc               | 46,0  | Miguel Poblet (ESP)      | Miguel Poblet (ESP)          |
| 2e    | 7 septembre  | Barcelone - Manresa               | 77,0  | Pere Sant (ESP)          | Pere Sant (ESP)              |
| 3e    | 8 septembre  | Manresa - Tarragone               | 229,0 | Miguel Poblet (ESP)      | Miguel Poblet (ESP)          |
| 4e    | 9 septembre  | Tarragone - Tortosa               | 171,0 | Pere Sant (ESP)          | Adolfo Grosso (ITA)          |
| 5e    | 10 septembre | Tortosa - Valls                   | 139,0 | Isidoor De Rijck (BEL)   | Adolfo Grosso (ITA)          |
| 6e    | 11 septembre | Valls - Ripoll                    | 212,0 | Miguel Poblet (ESP)      | Miguel Poblet (ESP)          |
| 7eA   | 12 septembre | Ripoll - Tona                     | 43,0  | Giovanni Pettinati (ITA) | Miguel Poblet (ESP)          |
| 7eB   | 12 septembre | Tona - Granollers (clm)           | 40,0  | Adolfo Grosso (ITA)      | Adolfo Grosso (ITA)          |
| 8e    | 12 septembre | Granollers - Vilanova i la Geltrú | 80,0  | Antonio Gelabert (ESP)   | Adolfo Grosso (ITA)          |
| 9e    | 13 septembre | Vilanova i la Geltrú - Berga      | 217,0 | José Vidal Porcar (ESP)  | Miguel Poblet (ESP)          |
| 10e   | 14 septembre | Berga - Barcelone                 | 136,0 | Isidoor De Rijck (BEL)   | Miguel Poblet (ESP)          |

### Étape 1. Barcelone - Barcelone. 46,0 km
|   | Cycliste        | Équipe           | Temps           |
| - | --------------- | ---------------- | --------------- |
| 1 | Miguel Poblet   | Canals & Nubiola | 1 h 08 min 48 s |
| 2 | Miguel Gual     | Balanzas Berkel  | m.t.            |
| 3 | Francisco Masip | Conservas Puig   | m.t.            |

|   | Cycliste        | Équipe           | Temps           |
| - | --------------- | ---------------- | --------------- |
| 1 | Miguel Poblet   | Canals & Nubiola | 1 h 07 min 38 s |
| 2 | Miguel Gual     | Balanzas Berkel  | + 30 s          |
| 3 | Francisco Masip | Conservas Puig   | m.t.            |

### Étape 2. Barcelone - Manresa. 62,0 km
|   | Cycliste        | Équipe  | Temps           |
| - | --------------- | ------- | --------------- |
| 1 | Pere Sant       | Osborne | 1 h 39 min 30 s |
| 2 | Vicente Iturat  | Osborne | m.t.            |
| 3 | Gilbert Vermote |         | m.t.            |

|   | Cycliste        | Équipe          | Temps           |
| - | --------------- | --------------- | --------------- |
| 1 | Pere Sant       | Osborne         | 2 h 46 min 58 s |
| 2 | Miguel Gual     | Balanzas Berkel | + 40 s          |
| 3 | Francisco Masip | Conservas Puig  | m.t.            |

### Étape 3. Manresa - Tarragone. 229,0 km
|   | Cycliste      | Équipe              | Temps           |
| - | ------------- | ------------------- | --------------- |
| 1 | Miguel Poblet | Canals & Nubiola    | 7 h 07 min 50 s |
| 2 | Adolfo Grosso | Fútbol de Sobremesa | + 2 s           |
| 3 | Andrés Trobat | Balanzas Berkel     | + 3 s           |

|   | Cycliste       | Équipe              | Temps           |
| - | -------------- | ------------------- | --------------- |
| 1 | Miguel Poblet  | Canals & Nubiola    | 9 h 54 min 38 s |
| 2 | Adolfo Grosso  | Fútbol de Sobremesa | + 52 s          |
| 3 | José Serra Gil | Canals & Nubiola    | + 1 min 34 s    |

### Étape 4. Tarragone - Tortosa. 171,0 km
|   | Cycliste            | Équipe          | Temps           |
| - | ------------------- | --------------- | --------------- |
| 1 | Pere Sant           | Osborne         | 4 h 50 min 15 s |
| 2 | Miguel Gual         | Balanzas Berkel | m.t.            |
| 3 | Alfons Vandenbrande |                 | m.t.            |

|   | Cycliste       | Équipe              | Temps            |
| - | -------------- | ------------------- | ---------------- |
| 1 | Adolfo Grosso  | Fútbol de Sobremesa | 14 h 45 min 45 s |
| 2 | José Serra Gil | Canals & Nubiola    | + 42 s           |
| 3 | Miguel Poblet  | Canals & Nubiola    | + 1 min 26 s     |

### Étape 5. Tortosa - Valls. 139,0 km
|   | Cycliste         | Équipe          | Temps           |
| - | ---------------- | --------------- | --------------- |
| 1 | Isidoor De Rijck |                 | 3 h 41 min 27 s |
| 2 | Francisco Alomar | Balanzas Berkel | + 5 min 45 s    |
| 3 | Agustí Miró      | UC Terrassa     | + 5 min 46 s    |

|   | Cycliste       | Équipe              | Temps            |
| - | -------------- | ------------------- | ---------------- |
| 1 | Adolfo Grosso  | Fútbol de Sobremesa | 18 h 38 min 53 s |
| 2 | José Serra Gil | Canals & Nubiola    | + 1 min 11 s     |
| 3 | Miguel Poblet  | Canals & Nubiola    | + 1 min 33 s     |

### Étape 6. Valls - Ripoll. 221,0 km
|   | Cycliste       | Équipe           | Temps           |
| - | -------------- | ---------------- | --------------- |
| 1 | Miguel Poblet  | Canals & Nubiola | 6 h 36 min 50 s |
| 2 | Miguel Gual    | Balanzas Berkel  | m.t.            |
| 3 | Vicente Iturat | Osborne          | + 1 min 07 s    |

|   | Cycliste       | Équipe              | Temps            |
| - | -------------- | ------------------- | ---------------- |
| 1 | Miguel Poblet  | Canals & Nubiola    | 25 h 15 min 36 s |
| 2 | Adolfo Grosso  | Fútbol de Sobremesa | + 1 min 52 s     |
| 3 | José Serra Gil | Canals & Nubiola    | + 2 min 35 s     |

### Étape 7. (7A Ripoll-Tona 43 km) et (7B Tona-Granollers 40 km)
|   | Cycliste           | Équipe              | Temps           |
| - | ------------------ | ------------------- | --------------- |
| 1 | Giovanni Pettinati | Fútbol de Sobremesa | 1 h 23 min 05 s |
| 2 | René Marigil       | UD Aurora           | m.t.            |
| 3 | José Mateo         | Conservas Puig      | + 3 s           |

|   | Cycliste      | Équipe              | Temps        |
| - | ------------- | ------------------- | ------------ |
| 1 | Adolfo Grosso | Fútbol de Sobremesa | 52 min 38 s  |
| 2 | Primo Volpi   | Fútbol de Sobremesa | + 39 s       |
| 3 | Miguel Gual   | Balanzas Berkel     | + 1 min 19 s |

|   | Cycliste           | Équipe              | Temps           |
| - | ------------------ | ------------------- | --------------- |
| 1 | Giovanni Pettinati | Fútbol de Sobremesa | 2 h 18 min 03 s |
| 2 | Adolfo Grosso      | Fútbol de Sobremesa | + 15 s          |
| 3 | Primo Volpi        | Fútbol de Sobremesa | + 54 s          |

|   | Cycliste       | Équipe              | Temps            |
| - | -------------- | ------------------- | ---------------- |
| 1 | Adolfo Grosso  | Fútbol de Sobremesa | 27 h 35 min 06 s |
| 2 | Miguel Poblet  | Canals & Nubiola    | + 46 s           |
| 3 | José Serra Gil | Canals & Nubiola    | + 3 min 38 s     |

### Étape 8. Granollers - Vilanova i la Geltrú. 80,0 km
|   | Cycliste         | Équipe           | Temps           |
| - | ---------------- | ---------------- | --------------- |
| 1 | Antonio Gelabert | Canals & Nubiola | 2 h 11 min 57 s |
| 2 | Armand Baeyens   |                  | + 5 s           |
| 3 | Joan Crespo      | Botas Cumbre     | + 8 s           |

|   | Cycliste       | Équipe              | Temps            |
| - | -------------- | ------------------- | ---------------- |
| 1 | Adolfo Grosso  | Fútbol de Sobremesa | 29 h 47 min 23 s |
| 2 | Miguel Poblet  | Canals & Nubiola    | + 26 s           |
| 3 | José Serra Gil | Canals & Nubiola    | + 3 min 38 s     |

### Étape 9. Vilanova i la Geltrú - Berga. 226,0 km
|   | Cycliste          | Équipe           | Temps           |
| - | ----------------- | ---------------- | --------------- |
| 1 | José Vidal Porcar | Conservas Puig   | 7 h 33 min 00 s |
| 2 | Francisco Alomar  | Balanzas Berkel  | + 2 min 30 s    |
| 3 | Miguel Poblet     | Canals & Nubiola | + 4 min 55 s    |

|   | Cycliste       | Équipe              | Temps            |
| - | -------------- | ------------------- | ---------------- |
| 1 | Miguel Poblet  | Canals & Nubiola    | 37 h 24 min 44 s |
| 2 | Adolfo Grosso  | Fútbol de Sobremesa | + 1 min 04 s     |
| 3 | José Serra Gil | Canals & Nubiola    | + 5 min 11 s     |

### Étape 10. Berga - Barcelone. 136,0 km
|   | Cycliste         | Équipe           | Temps           |
| - | ---------------- | ---------------- | --------------- |
| 1 | Isidoor De Rijck |                  | 4 h 27 min 21 s |
| 2 | Miguel Poblet    | Canals & Nubiola | + 26 s          |
| 3 | Miguel Gual      | Balanzas Berkel  | m.t.            |

|   | Cycliste       | Équipe              | Temps            |
| - | -------------- | ------------------- | ---------------- |
| 1 | Miguel Poblet  | Canals & Nubiola    | 41 h 51 min 51 s |
| 2 | Adolfo Grosso  | Fútbol de Sobremesa | + 1 min 44 s     |
| 3 | José Serra Gil | Canals & Nubiola    | + 5 min 58 s     |

## Classement final
| Pos. | Cycliste                  | Équipe              | Temps            |
| ---- | ------------------------- | ------------------- | ---------------- |
| 1    | Miguel Poblet (ESP)       | Canals & Nubiola    | 41 h 51 min 51 s |
| 2    | Adolfo Grosso (ITA)       | Fútbol de Sobremesa | + 1 min 44 s     |
| 3    | José Serra Gil (ESP)      | Canals & Nubiola    | + 5 min 58 s     |
| 4    | Isidoor De Rijck (BEL)    |                     | + 6 min 33 s     |
| 5    | Miguel Gual (ESP)         | Balanzas Berkel     | + 6 min 34 s     |
| 6    | Francisco Masip (ESP)     | Conservas Puig      | + 8 min 05 s     |
| 7    | Primo Volpi (ITA)         | Fútbol de Sobremesa | + 8 min 22 s     |
| 8    | Bernardo Ruiz (ESP)       | Canals & Nubiola    | + 10 min 11 s    |
| 9    | Andrés Trobat (ESP)       | Balanzas Berkel     | + 11 min 11 s    |
| 10   | Alfons Vandenbrande (BEL) |                     | + 11 min 39 s    |

## Classements annexes
| Pos. | Cycliste              | Équipe           | Points |
| ---- | --------------------- | ---------------- | ------ |
| 1    | Miguel Poblet (ESP)   | Canals & Nubiola | 33     |
| 2    | Francisco Masip (ESP) | Conservas Puig   | 22     |
| 3    | Jesús Loroño (ESP)    | Canals & Nubiola | 18     |

| Pos. | Équipe              | Temps |
| ---- | ------------------- | ----- |
| 1    | Canals & Nubiola    |       |
| 2    | Fútbol de Sobremesa |       |
| 3    | Balanzas Berkel     |       |